# Santa Maria de la Guàrdia
Santa Maria de la Guàrdia és una església del municipi de Sagàs (Berguedà) inclosa en l'Inventari del Patrimoni Arquitectònic de Catalunya.

## Descripció
Es tracta d'una construcció religiosa anomenada església o santuari. L'estructura és d'una sola nau, amb el presbiteri orientat a llevant. La façana presenta una senzilla ornamentació a la porta d'arc de mig punt, un senzill rosetó circular. L'airós campanar s'alça al cantó de tramuntana, és una torre de planta quadrada que esdevé octogonal, amb quatre obertures d'arc de mig punt rematades per una balustrada. Al mig del transsepte s'alça un cimbori quadrat de petites dimensions. A migdia, i annex a l'església, hi ha l'antiga rectoria, avui deshabitada.
El Santuari de la Guàrdia s'alça sobre construccions anteriors d'estructura romànica que encara es veuen entre els fonaments i els baixos de l'actual església. En resten encara arcades de mig punt i capitells.
La imatge de la Mare de Déu de la Guàrdia és una talla gòtica del segle xiv.

## Història
El Santuari de Santa Maria de la Guàrdia és una fundació del segle xvii (la portalada porta la data de 1685) de la qual depenien les antigues parròquies de Biure i Valldoriola. Les obres del segle xvii taparen les antigues construccions medievals, possiblement romàniques. L'edifici fou refet de nou al segle xviii i sobretot després de la Guerra Civil Espanyola de 1936-1939, on quedà molt damnificada. La rectoria veïna és també una obra del segle xviii (a les llindes de la porta hi ha les dates de 1731 i de 1783).
Guillem de Berguedà, el trobador del segle xiii, cedí en el seu testament de 1187 el Mas Trullàs de Casserres: "Dimitto Sancte Marie de ipsa Guàrdia ipsum mansum de Trujars de Chatserres cum omnibus perinenciis et tenedonibus (...)".